# Alberto Escassi Oliva
Alberto Escassi Oliva (Màlaga, Andalusia, 28 de febrer de 1989) és un futbolista espanyol que juga com a migcampista a la UE Eivissa.

## Carrera de club
Provinent d'equips humils de Màlaga, Alberto Escassi va fitxar per les categories inferiors del Getafe Club de Futbol, ascendint en la temporada 2009/10 a Segona Divisió "B" amb el Getafe Club de Fútbol "B". El seu primer partit en Primera Divisió va ser contra el Vila-real Club de Futbol el 13 de maig de 2010, partit en el qual va jugar els últim minuts substituint a Javier Casquero.
La temporada 2011/12 estava previst que jugués amb el primer equip del Getafe CF però el club finalment decideix cedir-li a l'Hèrcules CF de segona divisió per agafar experiència. En la següent temporada, 2012/13, és traspassat pel Getafe CF C.F. a l'Hèrcules CF, amb el qual signa per 2 temporades.
Per a la temporada 2014/15 fitxa per l'Alcorcón de la Segona Divisió d'Espanya.